# Valea lui Opriș
Valea lui Opriș – wieś w Rumunii, w okręgu Kluż, w gminie Chiuiești. W 2011 roku liczyła 57 mieszkańców.